# Alekséi Brodóvich

Alekséi Brodóvich (Ahólychi, Gobernación de Minsk, Imperio ruso,  1 de mayo de 1898 - Le Thor, Francia, 15 de abril de 1971) fue un fotógrafo y diseñador ruso afincado en Estados Unidos tras la Revolución Rusa. Se lo reconoce por su dirección artística de la revista Harper's Bazaar y por ser instructor de otros fotógrafos significados como Richard Avedon, Hiro, Garry Winogrand o Irving Penn.

## Primeros años en Rusia
Nació en Ahólychi, que es una población en el Raión de Petrykaŭ de la actual Bielorrusia.  Pertenecía a una familia aristocrática, estudió en un instituto de San Petersburgo y posteriormente en la Academia Militar Ténishev entre 1914 y 1915. Durante la Primera Guerra Mundial combate en un regimiento de húsares en Rumanía y Austria, pero al estallar la Revolución Rusa en 1917, se integra en el ejército blanco por lo que tendría que exiliarse.

## Exilio en París
En 1920, se instaló en París con su esposa Nina, que falleció en 1959 y con la que tuvo un hijo. Al llegar tuvo diversos trabajos como pintor de edificios o pintor de escenarios para los Ballets Rusos de Serguéi Diáguilev en la ciudad, al mismo tiempo estuvo estudiando pintura y artes industriales. En 1924, obtuvo un premio en un concurso de pósteres y en 1925 obtuvo cinco medallas en la Exposición Internacional de Artes Decorativas e Industrias Modernas de París. Pronto encontró trabajo como diseñador en la agencia publicitaria "Maximilian Vox" y en 1928 es nombrado director artístico de los grandes almacenes "Trois Quartiers".
Se dedicó también a la ilustración de libros en París y Londres y fue cofundador de la asociación Le Cercle. En París conoció a Picasso, Jean Cocteau, Matisse y André Derain.

## Estancia en Estados Unidos
En 1930, emigra a Estados Unidos donde trabaja como director del departamento artístico de publicidad de la Philadelphia Museum School of Industrial Arts, hoy llamada Universidad de las artes (UArts), donde creó un laboratorio de dibujo en 1936. En 1932, fundó la asociación de Ingeniería de Diseño en Filadelfia. Revolucionó el diseño influido por la Escuela de la Bauhaus, el Dadaísmo y el Constructivismo.
En 1934, fue nombrado director artístico de la revista Harper's Bazaar y junto a su director Carmel Snow y a Martin Munkácsi ofrecieron una revista con un diseño renovado. Estuvo trabajando en la revista casi 25 años, hasta 1958.
Paralelamente, impartió clases y conferencias en diversas instituciones. Entre ellas se encuentran la Cooper Union, la Universidad de Nueva York, el Instituto Pratt de Clinton Hill, la Universidad de las Artes de Filadelfia o la New School for Social Research. Además entre los alumnos que tuvo se encuentran fotógrafos tan destacados como Richard Avedon, Hiro, Garry Winogrand o Irving Penn.
En 1954, se le otorgó el premio Robert Levitt de la Sociedad Americana de Fotógrafos de Revistas y en 1987 tuvo el reconocimiento de la AIGA (Asociación profesional para el diseño).

## Sus últimos años en Francia
En 1967, se retiró a Oppède-les-Vieux y dos años después se trasladó a Le Thor, donde falleció en 1971.